# Володькова Дівиця (зупинний пункт)
Воло́дькова Діви́ця — пасажирський залізничний зупинний пункт Ніжинського напрямку Київської дирекції Південно-Західної залізниці на електрифікованій лінії Ніжин — Київ між зупинними пунктами Дослідна (6 км) та Григоро-Іванівка (6 км). Розташований поблизу села Володькова Дівиця Ніжинського району Чернігівської області.

## Історія
Зупинний пункт відкритий у 1964 році під первинною назвою Червоні Партизани.
У 1967 році електрифікований змінним струмом (~25 кВ) в складі дільниці Бровари — Хутір-Михайлівський.
У 2018 році перейменований і отримав сучасну назву Володькова Дівиця.

## Пасажирське сполучення
На платформі Володькова Дівиця зупиняються приміські електропоїзди за напрямком Київ — Ніжин.